# Zangberg
Zangberg là một đô thị thuộc huyện Mühldorf bang Bayern nước Đức

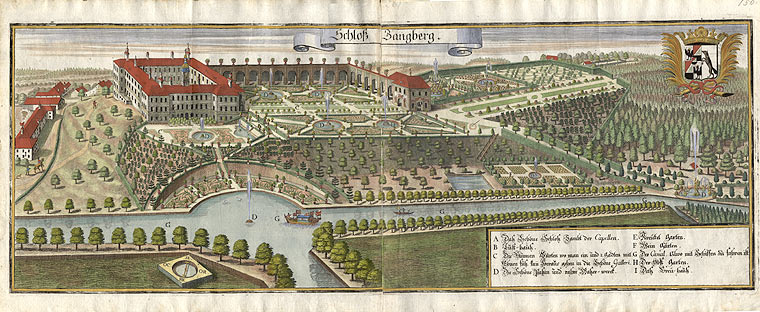
Depiction of Zangberg by Michael Wening (1645-1718).